# Moussa Sissoko
Moussa Sissoko (* 16. srpna 1989 Le Blanc-Mesnil) je francouzský profesionální fotbalista malijského původu, který hraje na pozici středního záložníka za francouzský klub FC Nantes. Mezi lety 2009 a 2021 odehrál také 71 utkání v dresu francouzské reprezentace, ve kterých vstřelil 2 branky. Účastník Mistrovství světa 2014 v Brazílii a EURA 2016 ve Francii.

## Klubová kariéra
V seniorském fotbale debutoval v dresu Toulouse FC.
V lednu 2013 podepsal 6,5roční kontrakt s anglickým Newcastle United. 31. srpna 2016 v poslední přestupní den letních transferů v ligách západní Evropy přestoupil do Tottenhamu.

## Reprezentační kariéra
Hrál za mládežnické výběry Francie od kategorie U16.
Moussa Sissoko debutoval v A-mužstvu Francie 10. 10. 2009 v kvalifikačním utkání v Guingampu proti reprezentaci Faerských ostrovů (výhra 5:0).
Trenér Didier Deschamps jej vzal na Mistrovství světa 2014 v Brazílii. Francouzi vypadli na šampionátu ve čtvrtfinále s Německem po porážce 0:1. Sissoko vstřelil jeden gól v základní skupině E proti Švýcarsku (výhra 5:2).

Zúčastnil se i domácího EURA 2016.